# Emma Hjorth
Emma Alethe Hjorth, född 21 maj 1858 i Hobøl, död 2 juli 1921 i Kristiania, var en norsk lärare som gjorde betydande insatser för personer med intellektuell funktionsnedsättning. 
Från 1879 var hon lärare vid Torshovs offentliga skola för intellektuellt funktionshindrade i Oslo, vilken drevs av hennes bror Johan Anton Lippestad. År 1884 fick hon ett stipendium för att resa till USA, vilket följdes av ytterligare studiebesök i andra länder.
År 1898 öppnade Hjorth Norges första vård- och arbetshem för personer med intellektuell funktionsnedsättning, Fru Hjorths pleie- og arbeidshjem for psykisk utviklingshemmede. Från 1903 inrymdes det i gården Tokerud i Vestre Bærum, som inköpts av Hjorth. År 1914 skänkte hon hemmet till staten.
Emma Hjorth var gift med arkitekten Ingvar Hjorth.